# Richard P. Ernst
Richard P. Ernst (Covington, 1858. február 28. – Baltimore, 1934. április 13.) az Amerikai Egyesült Államok szenátora (Kentucky, 1921–1927).